# NGC 2804
NGC 2804 este o galaxie lenticulară situată în constelația Racul. A fost descoperită în 24 februarie 1827 de către John Herschel. Se află la o distanță de 119,57 megaparseci de Pământ.